# Noční klub u Vočka
Noční klub u Vočka (v anglickém originále Moho House) je 21. díl 28. řady (celkem 617.) amerického animovaného seriálu Simpsonovi. Scénář napsal Jeff Martin a díl režíroval Matthew Nastuk. V USA měl premiéru dne 7. května 2017 na stanici Fox Broadcasting Company a v Česku byl poprvé vysílán 7. května 2017 na stanici Prima Cool.

## Děj
Homer přijde pozdě domů, neboť byl U Vočka, a Marge je na něj naštvaná. Dalšího dne přivede pan Burns do Springfieldské jaderné elektrárny svého starého přítele Nigela s jeho ženou. Jakmile na kameře zahlédnou již usmířenou a tulící se Marge s Homerem, uzavřou spolu sázku, že Nigel tento pár snadno rozpustí. Po práci proto pozve Homera k Vočkovi, čímž způsobí, že je Marge na Homera opět naštvaná, neboť „přišel příliš pozdě“.
Nigel se od Vočka dozví, že „shledává Homerovu ženu atraktivní“ a rozhodne se mu zařídit nový podnik – Vočko House. Pan Burns si je stále jistý, že Homera a Marge nic nerozdělí, Nigel si je naopak jistý, že se mu je podaří rozdělit, a tak zvýší sázku – prohraje-li Burns, Smithers bude pracovat u Nigela, prohraje-li Nigel, dá Burnsovi celé své jmění. Marge se v novém Vočko Housu sblíží s Vočkem. Když Smithers vidí, že Nigel má reálnou šanci sázku vyhrát, rozhodne se zasáhnout – předá Homerovi dárek, který má Marge darovat, ta jej však nepřijme, neboť pozná, že není od Homera.
Vočko poté pozve Marge a Homera do svého nového podniku, kde jim sdělí, že Marge Homerovi nepřebere a Homer si zpět získá Marge flip bookem. Vočko na konci dílu se vrátí do své hospody, neboť se Vočko House rozpadne.

## Přijetí

### Sledovanost
Noční klub u Vočka získal rating 1,0 a sledovalo ho 2,34 milionu lidí, čímž se stal nejsledovanějším pořadem toho večera na stanici Fox Broadcasting Company.

### Kritika
Dennis Perkins z The A.V. Clubu dal epizodě hodnocení B+ a uvedl: „Burnsův excentrický kamarád – taktéž miliardář – nechá postavit Vočko House v rámci sázky o rozchod Marge a Homera – už tady vidíte, jak se zápletka rozjíždí. Ale vážně, scenárista Jeff Martin zná tento svět jako své boty a ve své době napsal několik skutečných klasik. Je pravda, že jeho návrat do seriálu po několika desetiletích absence nedosáhl takových výšin, ale přiblížil se jim, jelikož kdysi zápletku Marge a Lízy dokázal zasadit poměrně do hloubky. Tady je to stejný příběh (i když s jinou zápletkou), přičemž příběhová dynamika Homera a Marge vyvolává skutečně pocit, že je v sázce.“
Tony Sokol, kritik Den of Geek, ohodnotil díl čtyřmi hvězdičkami z pěti a napsal: „O Marge ani Homerovi se dnes večer nedozvíme nic nového, kromě toho, že Homer umí oživit Carpenterovy a protáhnout nosem mrkev a že všechna manželská dramata končí jako předehra. Simpsonovi se nikdy nerozvedou. (…) Ale my se vlastně nemůžeme bát. To nejhorší, co by se mohlo stát, by se odehrálo během dvou epizod. Dysfunkce bude hlodat na Evergreen Terrace i nadále jako termiti.“